# Straža, Cerkno
Straža je naselje v Občini Cerkno.